# 渡子頭
渡子頭，原寫為渡仔頭，是臺灣臺南市北門區的一個傳統地域名稱，位於該區北部，為傳統的學甲十三庄中的庄頭之一。相較於今日行政區，其範圍大致包括錦湖里、蚵寮里東北半葉、雙春里不含南部邊界地帶中段、保吉里西北部。

## 歷史
臺灣日治初期，渡子頭地區為一（舊制）街庄，稱為「渡仔頭庄」，隸屬於學甲堡。該庄昔日東北隔八掌溪與新溫庄、芋仔藔庄為界，東南隔溪流的分流與溪洲仔藔庄、學甲庄為鄰，西南邊隔鹽水溪分流及主流與中洲庄、蚵藔庄、北門嶼庄為界，西北邊臨臺灣海峽。
1901年（日治明治三十四年）11月，全臺廢縣廳改設二十廳，該庄隸屬於鹽水港廳。1903年（明治三十六年）6月，該庄編入「溪洲仔藔區」，隸屬於鹽水港廳。1909年（明治四十二年）10月，合併二十廳為十二廳，該庄改編入北門嶼區，隸屬於臺南廳。1920年（大正九年），全臺地方制度大改正，廢十二廳改設五州二廳，該庄改制並雅化為「渡子頭」大字，隸屬於臺南州北門郡北門庄（新制街庄）。
戰後北門庄改制為北門鄉，隸屬於臺南縣，大字亦改制為村。1950年10月，雲、嘉、南分治，北門鄉仍隸屬於臺南縣。2010年12月25日，臺南縣市合併，北門鄉改制為北門區，隸屬於新成立的直轄市臺南市，村亦改制為里。

## 聚落
本地區發展較早的聚落有渡仔頭、北馬（已移至原西平藔位置）、西平藔（已消失）、北尾（已消失）、草湖藔（小白米）、新囲仔（新圍）、雙春等，在日治期初期的官方地圖上已有記載。此外，本地區尚有大白米、新渡仔頭、茱蘆、埤麻園等聚落。

## 交通
省道台17線又稱「西部濱海公路」，是臺中市清水區甲南至屏東縣枋寮鄉水底寮的幹道，經過本地區中部。由該道向東北微北可前往嘉義縣布袋鎮、東石鄉、雲林縣口湖鄉西部、四湖鄉西部等地；向西南可前往將軍區、七股區、安南區、臺南市市區等地。
省道台61線又稱「西部濱海快速公路」，目前通車路段北起新北市八里區臺北港，南至臺南市七股區九塊厝，經過本地區路段大部分與省道台17線並行，但在南側分開，並在交會處設有「南鯤鯓交流道」（僅南出北入）。本地區北上可經由省道台17線、南鯤鯓交流道進入省道台61線北上車道，南下可經由省道台17線、省道台84線、北門交流道進入省道台61線南下車道；由此等可快速前往台灣西部沿海各地。
區道南1線是北馬至巷口的道路。
區道南2線是雙春至田寮的道路。

## 學校
- 錦湖國小
- 雙春國小

## 臺南市學甲區渡子頭空拍圖

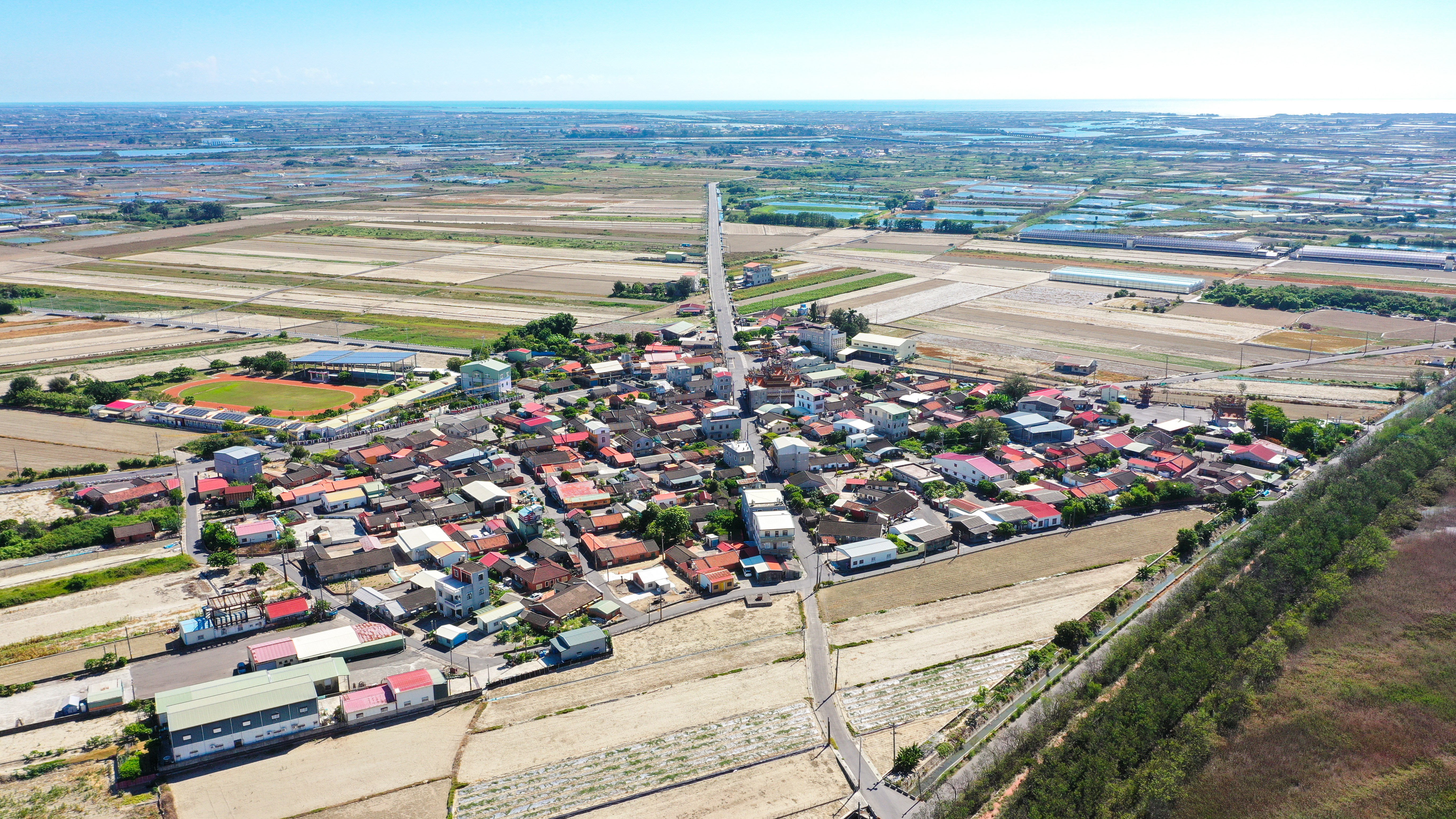
臺南市學甲區渡子頭空拍圖3
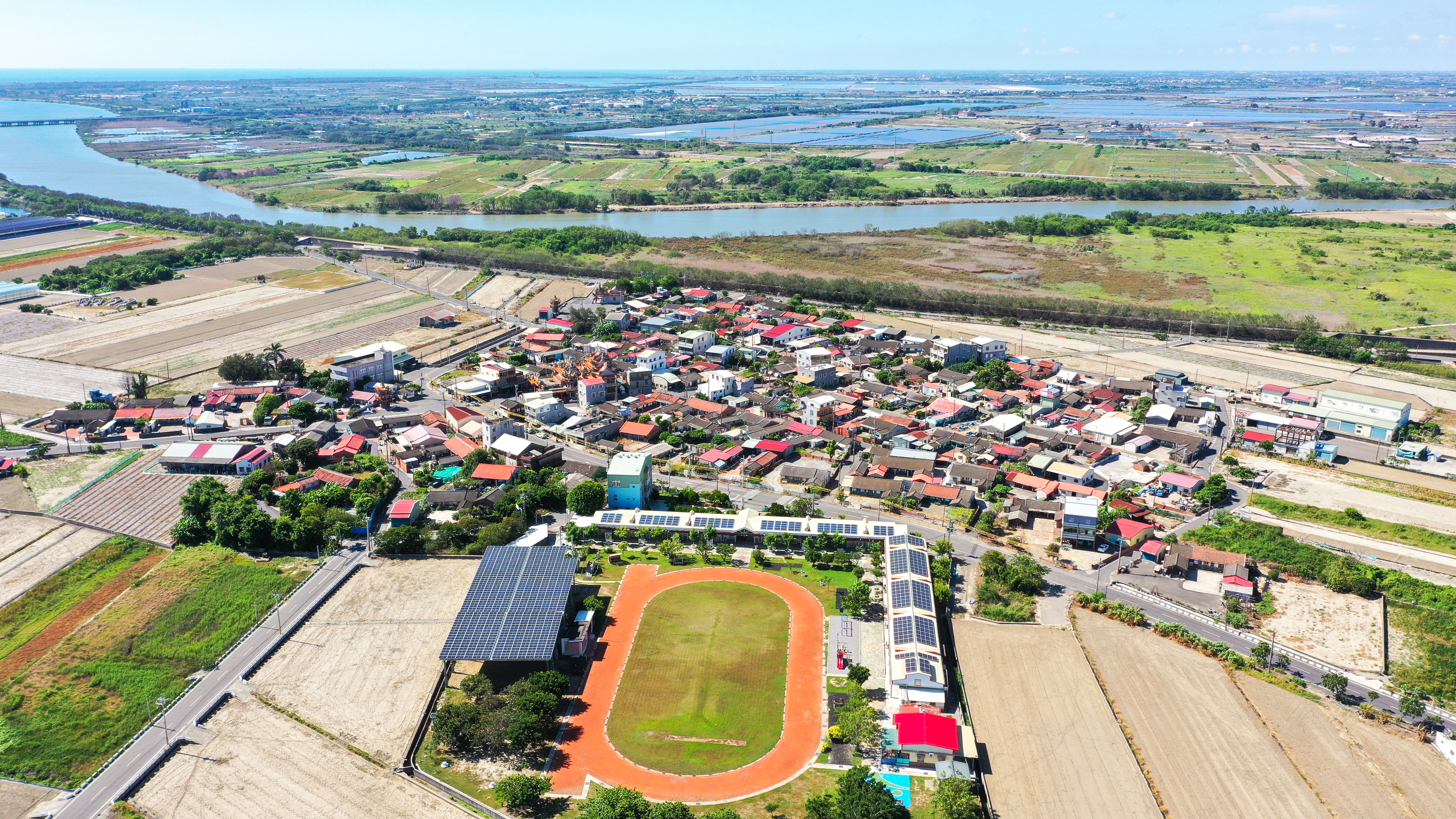
臺南市學甲區渡子頭空拍圖1
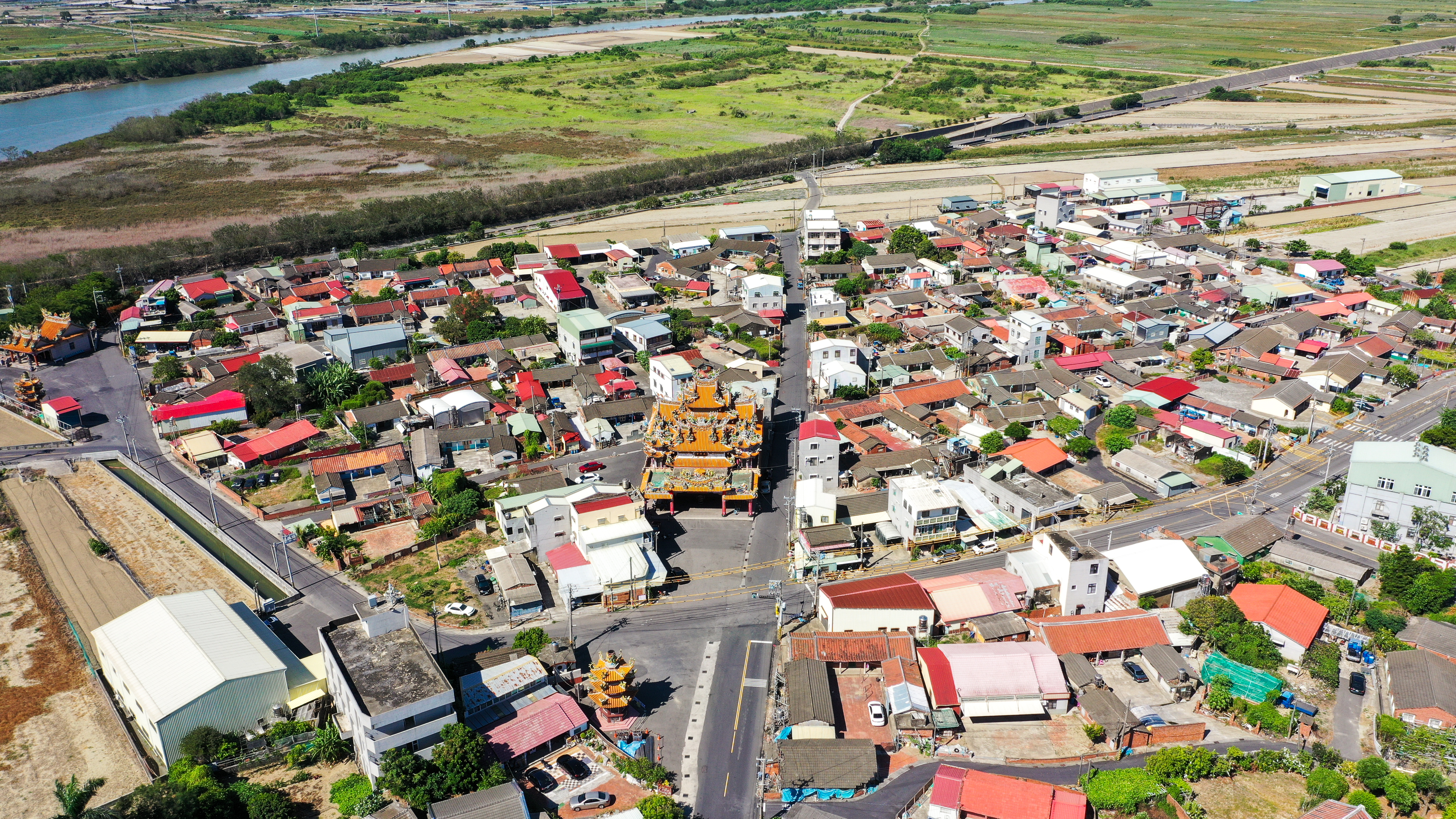
臺南市學甲區渡子頭空拍圖2
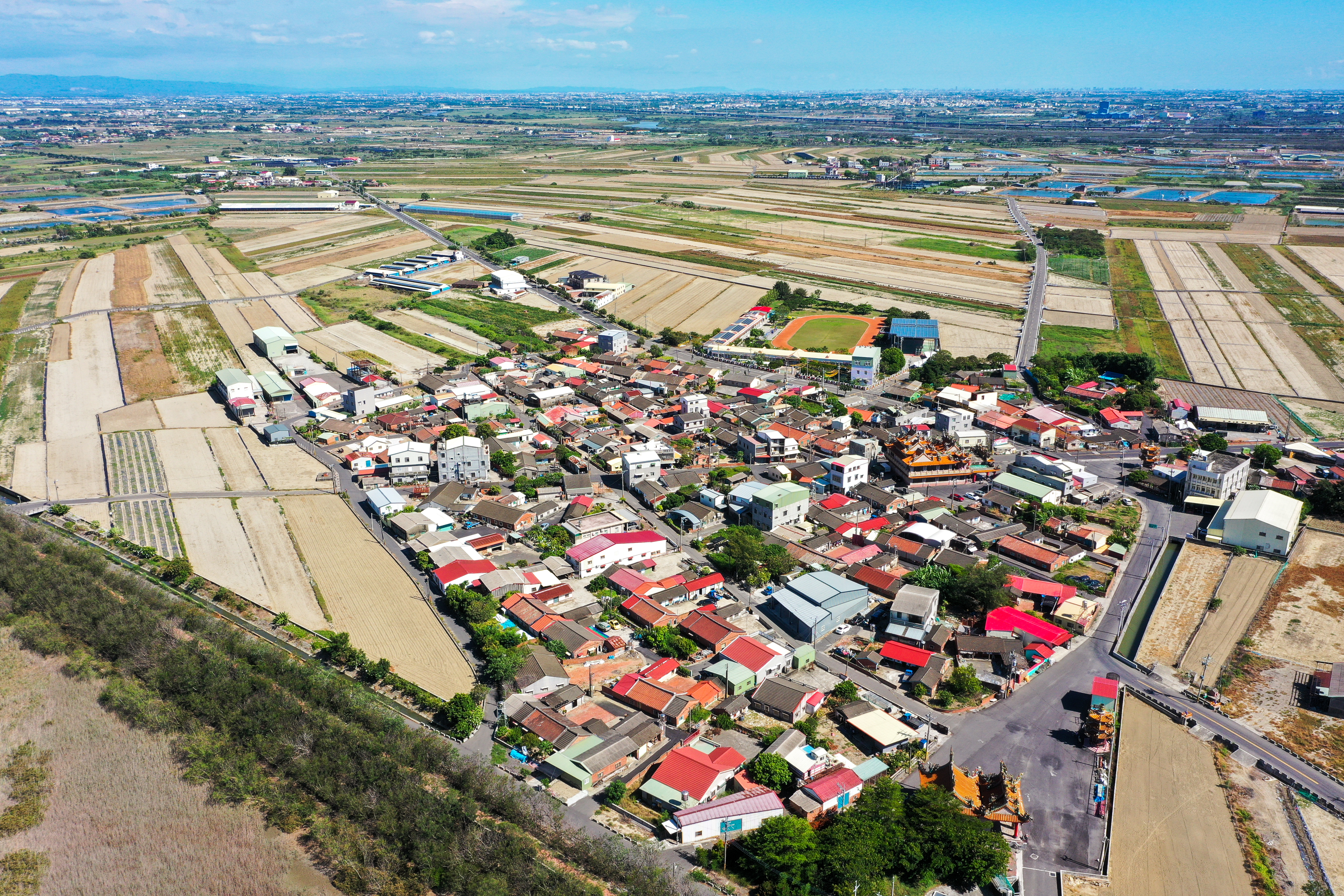
渡仔頭-庄頭與農田全景空照
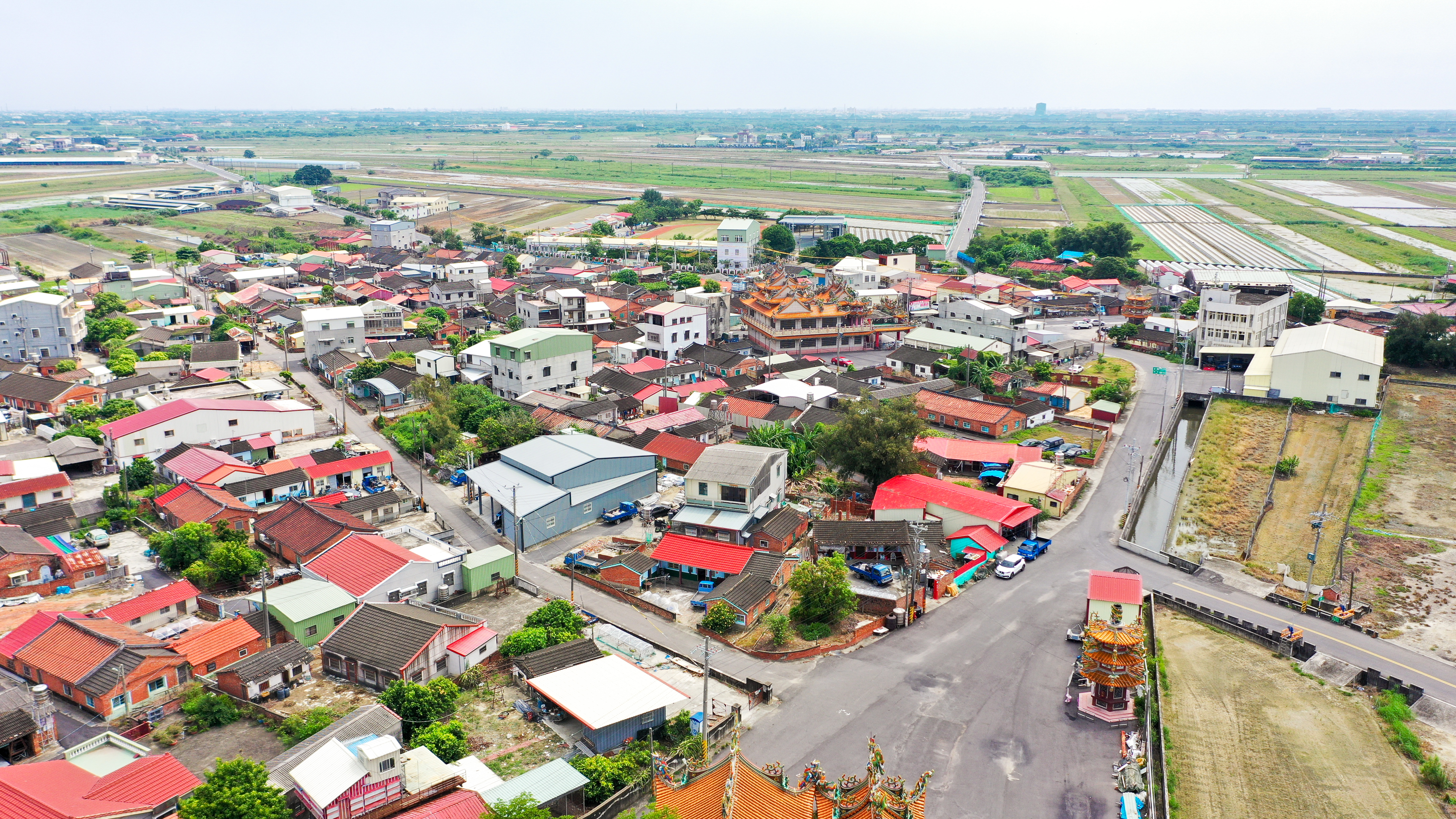
北門渡仔頭-聚落內屋舍空照
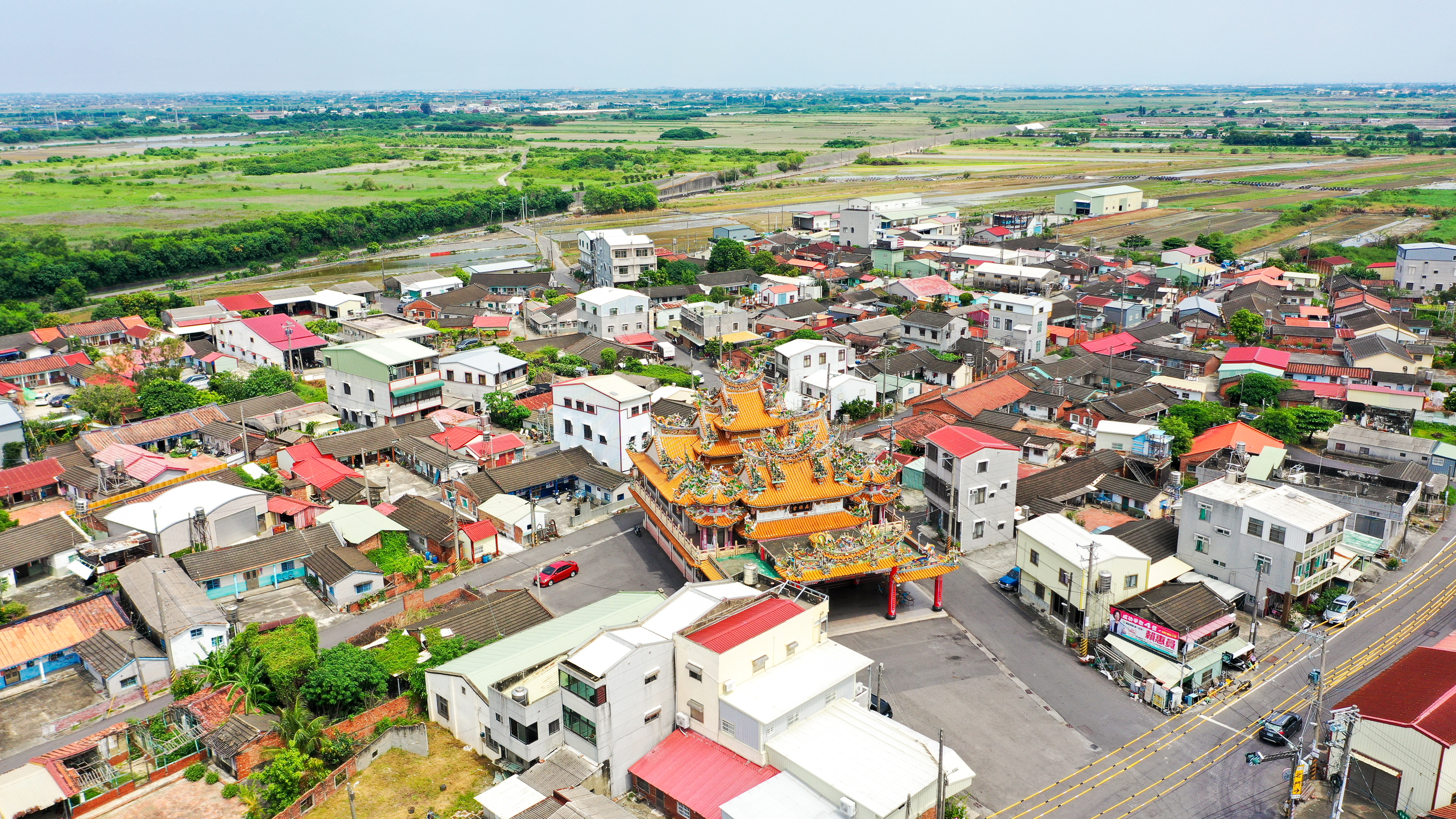
北門渡仔頭聚落角頭廟-吳保宮空照